# Lost in the Andes
A Lost in the Andes Carl Barks író és rajzoló 1949-ben megjelent képregénye Donald kacsa főszereplésével. A történetet a Dell Comics Four Color című sorozatának 223. számában adták ki először, melyben Donald és unpkaöccsei az Andokba indulnak. Céljuk hogy felkutassák azoknak a furcsa, kövekre emlékeztető kocka alakú tojásoknak az eredetét, melyekre Donald véletlenül bukkant rá egy múzeum gyűjteményében. Barks a cselekmény során három különböző társadalmat mutat be, és szatirikus módon kritikát gyakorol rajtuk.
A Lost in the Andest Barks legjobb és legkiemelkedőbb művei egyikének tekintik, mely egyben mérföldkő is az író és rajzoló pályafutásában, mind a történet stílusának, mind pedig képi világának kivitelezésében. Barks a Lost in the Andesben alkotta meg első, teljesen kitalált utópiáját. Az Andok elveszett városának megtervezésében nagy hatással volt rá az inka kultúra és építészeti technika.

## A történet megszületése, szerkezete és képi világa

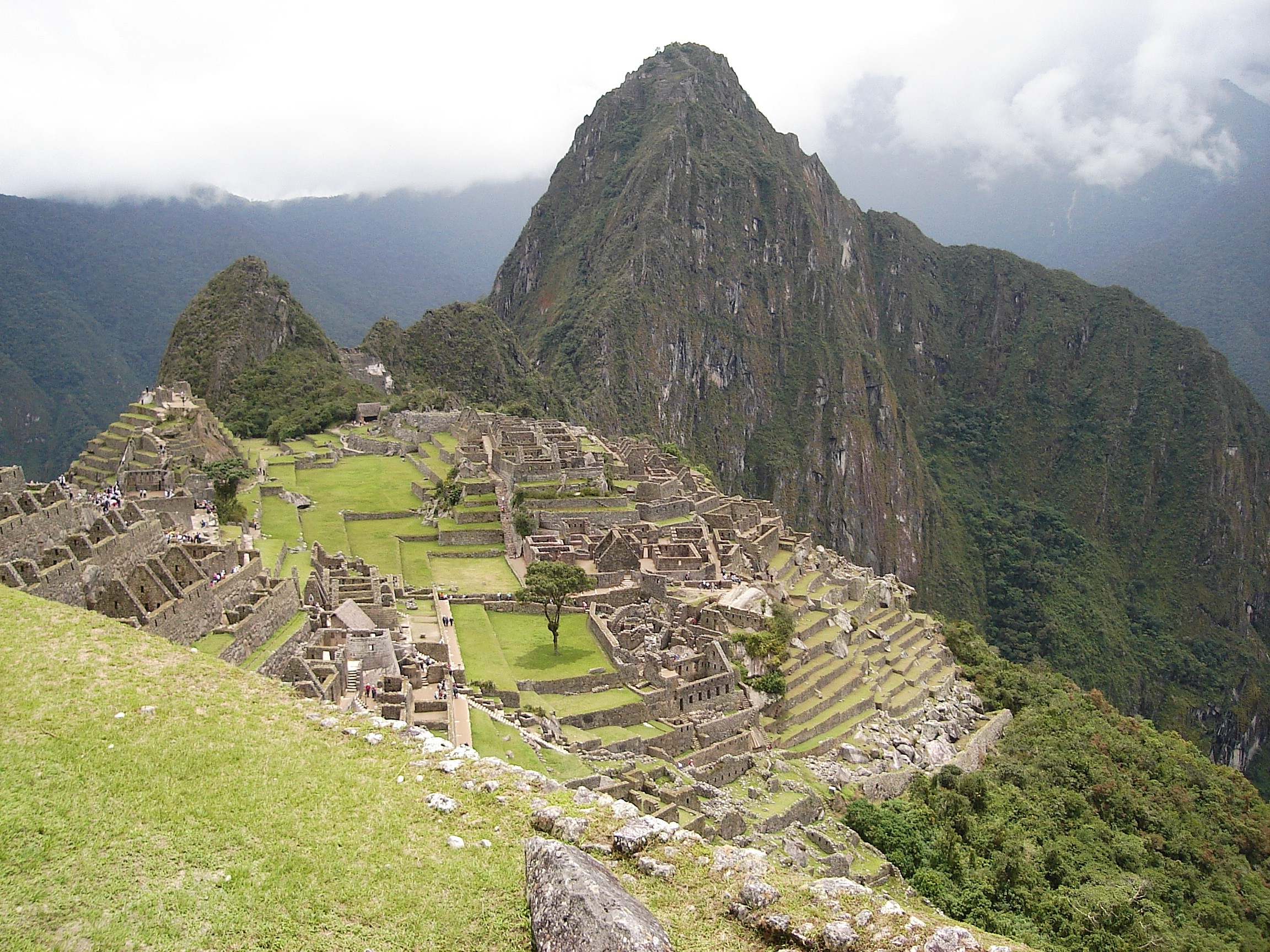
Carl Barksra a történet képi világának megtervezésekor nagy hatással volt Machu Picchu látképe és az inka építészet.

Carl Barks 1948-ban írta meg a Lost in the Andes történetét, melyhez az ihletet a National Geographic magazin az inka civilizációról szóló cikkei adták. A mű hasonlóságot mutat a Disney 1943-as Saludos Amigos című animációs filmjével is. Barks nem dolgozott a filmen, de ez is szolgált számára némi iránymutatással egyes jelenetek és a perui őslakosok öltözékének megtervezésében. Emellett a történet egyes képsorai, az Andok ködfelhői és a szűk völgyei, Donald lámája és a függőhíd, a film titicaca-tavi jeleneteit idézik. Barks nyilatkozata szerint Latin-Amerika ebben az időben divatos témának számított, a Disney pedig mivel a második világháború folytán elveszítette filmjei európai piacát, Dél-Amerikát szerette volna megcélozni velük. Ebből az okból Barks úgy vélte, hogy a kiadó is örült volna a hasonló stílusú történeteknek, melynek nyomán született meg a néhány évvel a Lost in the Andes előtt megjelent Volcano Valley is. Tom Andrae véleménye szerint, míg a Saludos Amigos és az azt követő The Three Caballeros esetében az alkotók a latin-amerikai kultúrát főként sztereotip elemek beépítésével csak nyersanyagként használták fel, és „autentikus” műként próbálták értékesíteni ezeket a filmeket, addig Barks alkotásaiban kritikusan tekint az első világban a gazdasági és technológiai fejlődésről kialakult, az általuk képviselt és ideálisnak tekintett képre.
A történet cselekménysorozatát elindító elem, a kocka alakú tojás, korábban már más alkotók műveiben is feltűnt, így például Hector Hugh Munro, írói nevén Saki The Square Egg című rövid történetében, mely majd három évtizeddel előzte meg Donald kacsa kalandját az Andokban. Barks történetére azonban ez a mű semmilyen hatással sem volt, Saki írásáról Barks csak az 1970-es években szerzett tudomást egyik rajongójának köszönhetően. „A viccek a kocka alakú tojásokról már sok évvel azelőtt léteztek, hogy én a világra jöttem…” – mondta Barks egy interjú alkalmával. A három különböző társadalmat bemutató Lost in the Andes történetét a visszatérő viccek tarkítják és fűzik össze. Ilyen ismétlődő elem például, hogy Donald unokaöccsei szinte folyamatosan rágógumit fújnak.
Geoffrey Blum véleménye szerint Barks több aprólékos részletet ágyazott a Lost in the Andes képi világába, mint bármelyik korábbi történetébe. A hátterek élesek és precízen kidolgozottak, amely különösen igaz az elveszett város képeire. Ez erősíti a konformista környezetbe való bezártság érzetét az olvasóban, mivel a részletgazdagság nem bíz semmit az egyén fantáziájára. Barks a filmművészetben alkalmazott „mély fókusz” technikáját alkalmazta, vagyis az egyes jelenetek háttere és előtere egyaránt éles. Ez eltér Barks legtöbb művének környezetétől, melyek hatalmas, nyílt terepen játszódtak, de még a bányákban vagy kastélyokban zajló történetekben sem található ilyen „megszállott” részletgazdagság. Barks később hasonló technikát alkalmazott az Ancient Persia és a Dangerous Disguise című történetekben is, melyekben azonban már inkább egy nyomasztó lidércnyomásos világ érzetét akarta kiváltani. Barks az elveszett város, ’Egyszerűen Borzalmas’ (Plain Awful) látképét szintén a National Geographic magazin fotói alapján tervezte meg, melyekben megragadta az inkák építkezési módszere, ahogyan kötőanyag nélkül, tökéletes pontossággal illesztették össze a kőtömböket és ahogyan keskeny útjaikat a sziklák falába vájták. A történet képi világát általánosan dicsérő kritikákkal szemben Barks saját bevallása szerint nem tudta rendesen eltalálni a megfelelő perspektívát a történet 17. oldalának alján található fél oldalas panelnél, melyen Donald és unokaöccsei letekintenek az elveszett városra. A jelenet megrajzolásakor ugyanis egyik ismerőse váratlanul meglátogatta, akinek folyamatos beszéde elvonta a figyelmét a munkától.

## A cselekmény
|  | Alább a cselekmény részletei következnek! |

Donald egy múzeumban dolgozik. Takarítás közben leejt egy Peruból származó kicsi, kocka alakú követ, ami összetörik és kiderül róla, hogy valójában nem is kő, hanem tojás. A tudósok, a tojáskereskedők és a baromfitenyésztők körében azonnal feltűnést kelt a felfedezés, így kisvártatva expedíciót szerveznek az Andokba, a különös, kocka alakú tojás származási helyére. A felfedezőútra Donaldot unokaöccsei, Tiki, Niki és Viki is elkíséri. A hajóút során Tiki, Niki és Viki, mivel elfelejtettek tojást tenni az ellátmányba, a múzeum kocka alakú tojásaiból használnak fel néhányát, hogy rántottát készítsenek. A feltehetően több mint százéves tojástól természetesen az expedíció minden tagja megbetegszik. A professzor és asszisztensei, akiknek az eset után elment a kedvük a tojásoktól, Donaldra bízzák, hogy felkutassa a kocka alakú tojások eredetét.
A helybeliek az Andokban azonban még sohasem hallottak a kocka alakú tojásokról, így Donaldot vagy bolondnak nézik, vagy megpróbálják becsapni és pénzt kicsalni belőle. Néhány nap múlva rátalálnak egy öreg vikunyavadászra, aki arról mesél nekik, hogy egykor az apja találkozott egy amerikaival, aki a „nagy ködből” érkezett, a hidegtől és az éhségtől legyengülve, őrülettel a szemében. A vikunyavadász apja már nem tudott segíteni rajta, az idegen poncsójában azonban rábukkant a kis kocka alakú tojásokra, amiket köveknek hitt és amiket később Cuzcóban adott el. Donaldék a lelkesedéstől, hogy végre használható nyomra bukkantak, azonnal elindulnak a „nagy köd” felé, és már meg sem hallják az öregembernek azt a figyelmeztetését, hogy a ködből még senki sem tért élve vissza.
A sűrű ködben Donaldék elveszítik tájékozódási képességüket. Egy idő után kőfalba ütköznek, amin átjutva egy városra találnak. A különös városban egyetlen domború alakzatot sem látni, minden kocka alakú. A helybeliek, akik Amerika déli államaira jellemző akcentussal beszélnek angolul, nagy örömmel fogadják a látogatókat. A miniszterük elmeséli nekik, hogy az 1860-as években járt náluk egy professzor, tőle tanultak meg angolul, és aki több év után néhány kocka alakú tojással, nemzeti eledelükkel indult vissza hazájába. Hamarosan kiderül, hogy a helybelik nem esznek mást, csak tojást, melyet egy közeli völgyben gyűjtenek, de tyúkok létezéséről nem tudnak. Donaldék maguk is felkeresik a völgyet, mely a tojások mellett tele van nagyobb kocka alakú kövekkel is. Tiki, Niki és Viki felfedezik, hogy ezek a kövek valójában nem is kövek, hanem tollatlan, kocka alakú tyúkok, amik mozdulatlanul köveknek álcázzák magukat.
A szárnyasok felfedezéséért a helybeliek hősként ünneplik Donaldékat, ám amikor Tiki, Niki és Viki rágógumijukkal lufit kezdenek fújni, hirtelen mindegyikük megrökönyödik. Kerek dolgok létrehozása ugyanis tiltott ’Egyszerűen Borzalmasban’, ahogyan az amerikai professzor nevezte el a várost, és súlyos büntetést von maga után. Az egyetlen lehetőségük, hogy a büntetést elkerüljék, ha sikerül kocka alakú lufit fújniuk. A lehetetlen feladatot Tiki, Niki és Viki végül úgy oldja meg, hogy betanítják a kocka alakú csibéket rágózni és abból lufit fújni. A megmérettetés napján pedig a csibéket a pólóik alá rejtik. A helybeliek nem jönnek rá a trükkre, Donaldék pedig két kocka alakú tyúk, némi tojás és az amerikai professzor hátrahagyott iránytűje segítségével nekivágnak a ködön keresztül a hazaútnak. Visszatérve az Egyesült Államokba, a tudósok izgatottan tanulmányozzák a kocka alakú tyúkokat és már azt tervezik, hogy szaporítani és nemesíteni fogják őket. A nagy tervek azonban szerte foszlanak, mikor kiderül, hogy mindkét tyúk valójában kakas.
|  | Itt a vége a cselekmény részletezésének! |

## Három különböző társadalom megjelenése és ábrázolása a műben
A Lost in the Andes történetében Carl Barks három társadalmat mutat be. Az első a modern világ, Kacsaháza, melyben gyakorlatilag minden társadalmi réteget, a tanult professzorokat, a kereskedőket és a farmereket is az öncélúság jellemzi. Ebben a hierarchikus felépítésű világnak, melynek szintjei erősen elkülönülnek egymástól, Donald is részese. A történet elején a múzeum negyedik segédgondnokaként dolgozik, és az a célja, hogy a hierarchiában feljebb kerülve egyszer majd ő is parancsokat osztogathasson. A megszabott szerepkörből azonban nem lehet egyszerűen kitörni. Mikor Donald az értékes drágakövekkel akarja kezdeni a takarítást, felettese megállítja és átirányítja a hatvan éve porosodó leletekhez. A kocka alakú tojások felfedezéséért pedig elismerést sem kap. Az expedíció hajóútja ennek a rendszernek a szatírája, melyben mindenki csak a közvetlen felettesével, vagy alárendeltjével van kapcsolatban. A romlott tojásból készült omlettből mindenki megeszik egy falatot, érzik, hogy borzalmas az íze, de egyikük sem teszi szóvá. A felelősséget áthárítják, így mindenki megbetegszik. „Kacsaháza egymástól elszigetelten dolgozó csoportok halmazaként működik…” – írja Andrae. Minden réteg csak a saját céljait tartja szem előtt. A tudósok az instrumentális racionalizmus karikatúrájaként jelennek meg, akiket csupán a kutatás foglalkoztat, annak hatásai már nem. A tojáskereskedők, a kapitalizmus képviselői, a profit megszállottjai. A gazdálkodók, akiknek a természetközeliséget és természetességet kellene képviselniük, már azt tervezik, hogyan fogják keresztezni a közönséges és a kocka alakú tojást tojó, feltehetően szintén kocka alakú tyúkokat, hogy így, mintegy „frankensteini” módon sütésre ideális, lekerekített sarkú kocka alakú szárnyasokat hozzanak létre.
A modern társadalom hatása a perui őslakosokat is elérte, a maguk módján ugyanolyan öncélúak mint Kacsaháza lakói. Már elszakadtak a természettől, őseik életétől, hagyományaikat és kultúrájukat készek áruba bocsátani a turistáknak. Fel sem merül bennük a gondolat, hogy a Donald által keresett kocka alakú tojások valóban létezhetnek. Amikor Donald pénzzel próbálja megvenni a segítségüket, azok, hogy minél többet ki tudjanak csalni tőle, cementből készítenek kocka alakú köveket. A falusiak által használt „Ward and Roebuck” cementkeverő természetesen import gépezet, mely Tom Andrae megítélése szerint annak a jelenségnek a komikus-ironikus szinonimája, ahogyan az újragyarmatosítás elpusztítja az őslakosok kultúráját és eközben a kapitalista világpiac mohó és függő fogyasztóivá teszi a harmadik világ lakosait. Csak a társadalomtól elvonult öreg, szinte teljesen vak vikunyavadász, aki még őrzi elődei természetközeli életmódját, képes arra, hogy útbaigazítsa Donaldékat.
Barks a Lost in the Andesben teremtette meg első teljesen kitalált világát, ’Egyszerűen Borzalmasat’. Míg a történetben bemutatott másik két társadalom, Kacsaháza polgárai és Peru őslakói közösségeinek esetében Barks valós alapokra építette szatirikus kritikáját, addig ’Egyszerűen Borzalmas’ esetében nem ragaszkodott ennyire a kiindulási alapnak tekinthető inka civilizáció hű ábrázolásához. A mű harmadik társadalma, Kacsaháza és Peru lakóitól idegen módon, barátságosan és tárt karokkal fogadják az idegeneket. Az elveszett város lakói az Egyesült Államok déli részére jellemző akcentussal beszélnek angolul, amit egyetlen korábbi látogatójuktól, Ruth Betlah professzortól tanultak. A professzor, aki az 1860-as években járt ’Egyszerűen Borzalmasban’, maga is egy letűnt, a két világháború előtti kort képviseli. Ruth Betlah professzor neve ironikus módon az Elfújta a szél egyik szereplőjére, Rhett Butlerre utal, aki a regényben a legkevésbé osztotta a déli nézeteket és életformát. Geoffrey Blum írásában nem bocsátkozik spekulációkba, hogy a professzor milyen céllal hagyta el otthonát az amerikai polgárháború idején, de más felfedezőkhöz és hódítókhoz hasonlóan ő is tagadhatatlanul nyomott hagyott az általa meglátogatott társadalomban. Ennek megfelelően ’Egyszerűen Borzalmas’ elszigetelt és agrár szinten élő társadalma a Konföderációs Államok lenyomatát viseli. Andrae véleménye szerint az őslakosok „hamis déliekként” való ábrázolásával Barks arra készteti az olvasót, hogy átértékelje azt a már-már feledésbe merült múltbéli politikát, amit például a 19. század első felében kiadott Monroe doktrína is képviselt, miszerint az Egyesült Államok saját felsőbbrendűségét hirdetve kizárólagos érdekterületének tekintette és nyilvánította Dél-Amerikát. Akárcsak a Konföderációs Államok esetében, ’Egyszerűen Borzalmas’ minisztere is inkább ceremoniális keretek között vezeti a várost. E mögött azonban egy merev szociális rendszer húzódik, mely nem tűr ellentmondást saját világképével kapcsolatban. Így például a város lakói számára az egyetlen elfogadott forma a szögletes, mint amilyenek épületeik is. „Ha az őslakók ábrázata is faragottnak tűnik, az azért van, mert bizonyos értelemben őket magukat is, akár a köveket, egyformára faragták, egy természetellenes egységbe és egyhangú életbe kényszerítve őket.” – írja Blum. A város egyetlen törvénye, mely Blum véleménye szerint olyannyira kirekesztő, hogy többre nincs is szükségük, hogy biztosítsák ezt a mesterséges egységet. Mindennek szögletesnek kell lennie. Aki lekerekített tárgyat hoz létre, azt a mindennapi élet ceremoniális és monoton világából a kőbányákba száműzik dolgozni. Mindezek ellenére Donald és unokaöccsei végül békében válnak el az elveszett város népétől. „Olyan kevesük volt mindenből, mégis ők voltak a legboldogabb emberek, akikkel valaha találkoztunk.” – jegyzi meg Donald, miután maguk mögött hagyták a nagy ködöt. Blum megítélése szerint a cinizmussal teli történetben ez az egyetlen valóban őszinte mondat. ’Egyszerűen Borzalmas’ távolról sem tökéletes utópia, de a történetben bemutatott másik két társadalommal összehasonlítva, még mindig a legközelebb áll hozzá.

## Megjelenése és jelentősége
A Western Publishing, a Dell Publishing partnercége 1948. október 21-én vette át a Lost in the Andest, mely a következő év áprilisában, a Four Color 223. számában adtak ki. Carl Barks véleménye szerint legjobb történtei a „kocka alakú tojás” évében, 1949-ben jelentek meg, melyek közül technikailag a Lost in the Andest tekinti a legkiemelkedőbbnek. A Lost in the Andes egyúttal mérföldkőnek is számít Barks pályafutásában, mind a történet stílusának, mind pedig képi világának kivitelezésében. A mű első felében, hasonlóan korábbi történeteihez, a humoré a főszerep. Ilyen jelenetek Donald kiszolgáltatott helyzete a múzeumban, a hajóútja Peru felé és találkozása a helybeliekkel. A történet második felében, Donald és az öreg vikunyavadász találkozása után a hangsúlyt már a kaland veszi át. Donald és unokaöccsei bizonytalanul bolyonganak a ködben, majd rátalálnak a külvilágtól elzárt, titokzatos városra. A korábbi történetek felépítését követve, itt az ellenséges őslakók elfogták volna a kacsákat, akiknek ezután valamilyen módon sikerült volna megszökniük és elmenekülniük. A Lost in the Andes esetében azonban az őslakók, hátsó szándék nélkül, barátságosan fogadják a jövevényeket. A történet ezen fordulata hasonlóságot mutat Barks egy évvel korábban megjelent Ancient Persia című történetével is. Michael Barrier véleménye szerint Barks ezzel szakított a korábbi történeteire jellemző „gyerekes fantáziákkal”, és az érzelmek és a viselkedés egy jóval szélesebb skálájával kezdett dolgozni. Ez természetesen nem azt jelenti, hogy a tartalom már nem a gyermekeket célozza, hanem azt, hogy a történet már több síkon és jelentéstartományban kezd működni.
A Lost in the Andest eredeti megjelenése után többször is kiadták, először a Gold Key Comics The Best of Donald Duck első számában, 1965-ben. A szintén Dagobert bácsi és Donald kacsa műveiről ismert Don Rosa szakmai sikereinek kezdete is a Lost in the Andeshez kapcsolódik. Rosa első Dagobert bácsi-története The Son of the Sun címen jelent meg az Uncle Scrooge 219. számában, 1987 júliusában. A The Son of the Sun, melyben Dagobert és unokaöccsei az inkák aranyának felkutatására indulnak az Andokba, számos utalást tartalmaz Barks történetére, így például feltűnnek benne a kocka alakú tojások és az öreg vikunyavadász is. Geoffrey Blum véleménye szerint a The Son of the Sun, és Rosa ezt követő műveinek hangulata, igen közel áll Barks történeteinek szellemiségéhez. Rosa második, a Lost in the Andeshez kapcsolódó műve már annak folytatásaként jelent meg Return to Plain Awful címen 1989-ben. A történetben Donald és unokaöccsei Dagobert bácsi segítségével igyekeznek visszajuttatni ’Egyszerűen Borzalmasba’ a két korábban elhozott kakast, akik napról napra szomorúbbak és magányosabbak.